# Lamasón
Lamasón – gmina w Hiszpanii, w prowincji Kantabria, w Kantabrii, o powierzchni 71,23 km². W 2011 roku gmina liczyła 303 mieszkańców.